# Coutières
Coutières – miejscowość i dawna gmina we Francji, w regionie Nowa Akwitania, w departamencie Deux-Sèvres. W 2016 roku populacja ówczesnej gminy wynosiła 178 mieszkańców. 
W dniu 1 stycznia 2019 roku z połączenia dwóch ówczesnych gmin – Chantecorps oraz Coutières – powstała nowa gmina Les Châteliers. Siedzibą gminy została miejscowość Coutières. 